# Julia Nestle

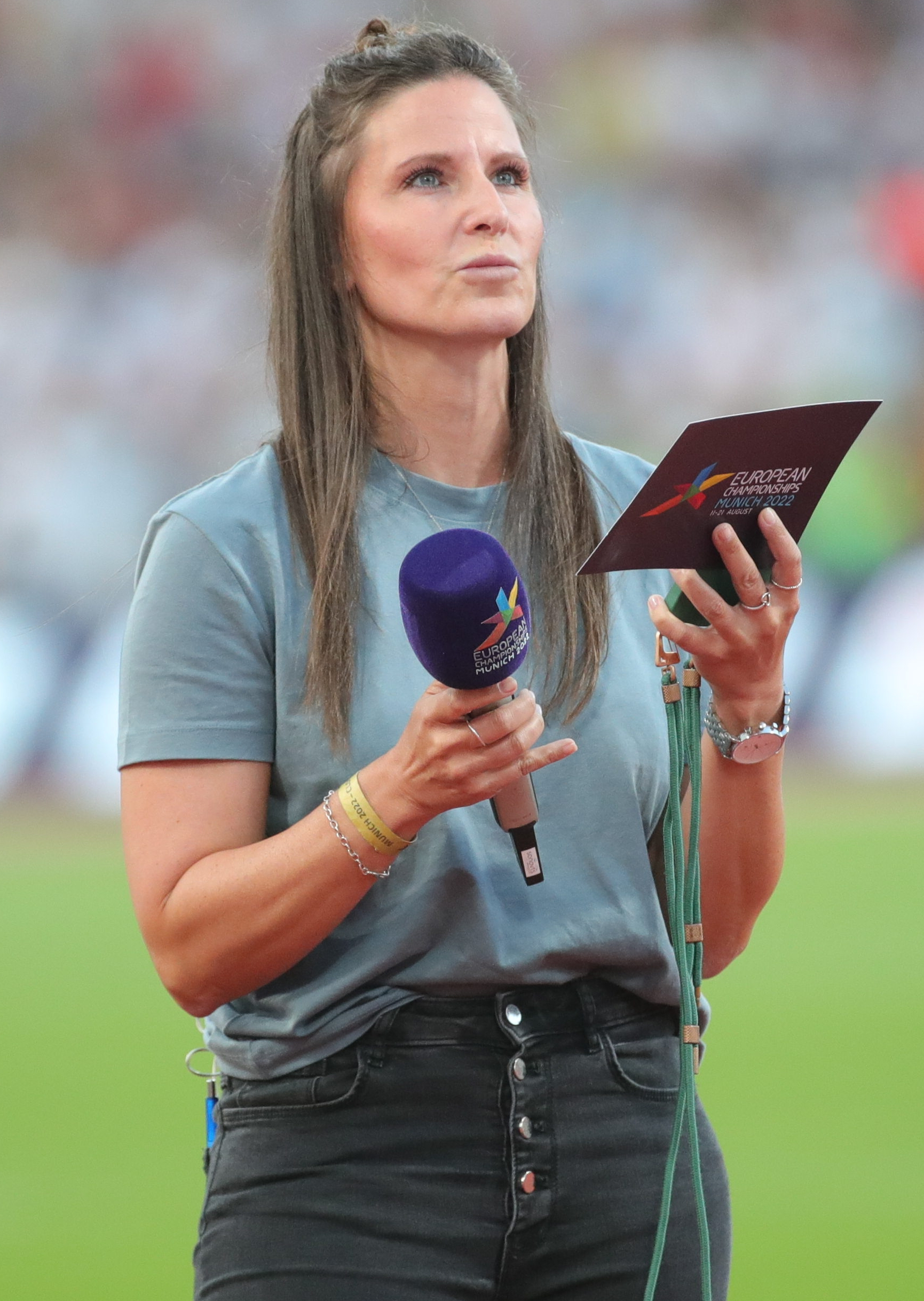
Julia Nestle, 2022

Julia Nestle (* 26. April 1985 in Frankfurt am Main) ist eine deutsche Radiomoderatorin.

## Tätigkeit
Nestle arbeitet beim hessischen Privatsender Hit Radio FFH. Zwischen 2012 und 2015 und wieder seit dem 2. Mai 2017 moderiert sie von fünf bis zehn Uhr morgens zusammen mit Daniel Fischer und Johannes Scherer (immer abwechselnd eine Woche mit Fischer, eine Woche mit Scherer) die FFH-Morningshow Guten Morgen, Hessen! Am Wochenende agiert sie als Sprecherin bei Leichtathletik-Veranstaltungen in Deutschland, so z. B. als Infield-Interviewerin bei Deutschen Meisterschaften. Nestle ist Anhängerin des VfB Stuttgart. 2022 wurde Nestle zur Spargelprinzessin in Lampertheim gekürt.